# Tuy Lý vương
Tuy Lý Vương (chữ Hán: 綏理王, 3 tháng 2 năm 1820 - 18 tháng 11 năm 1897), biểu tự Khôn Chương (坤章) và Quý Trọng (季仲), hiệu Tĩnh Phố (靜圃) và Vỹ Dã (葦野); là một hoàng tử nhà Nguyễn.
Ông nổi tiếng là thành viên Mạc Vân thi xã và là một trong là là một trong Nguyễn triều Tam Đường (阮朝三堂).

## Tiểu sử

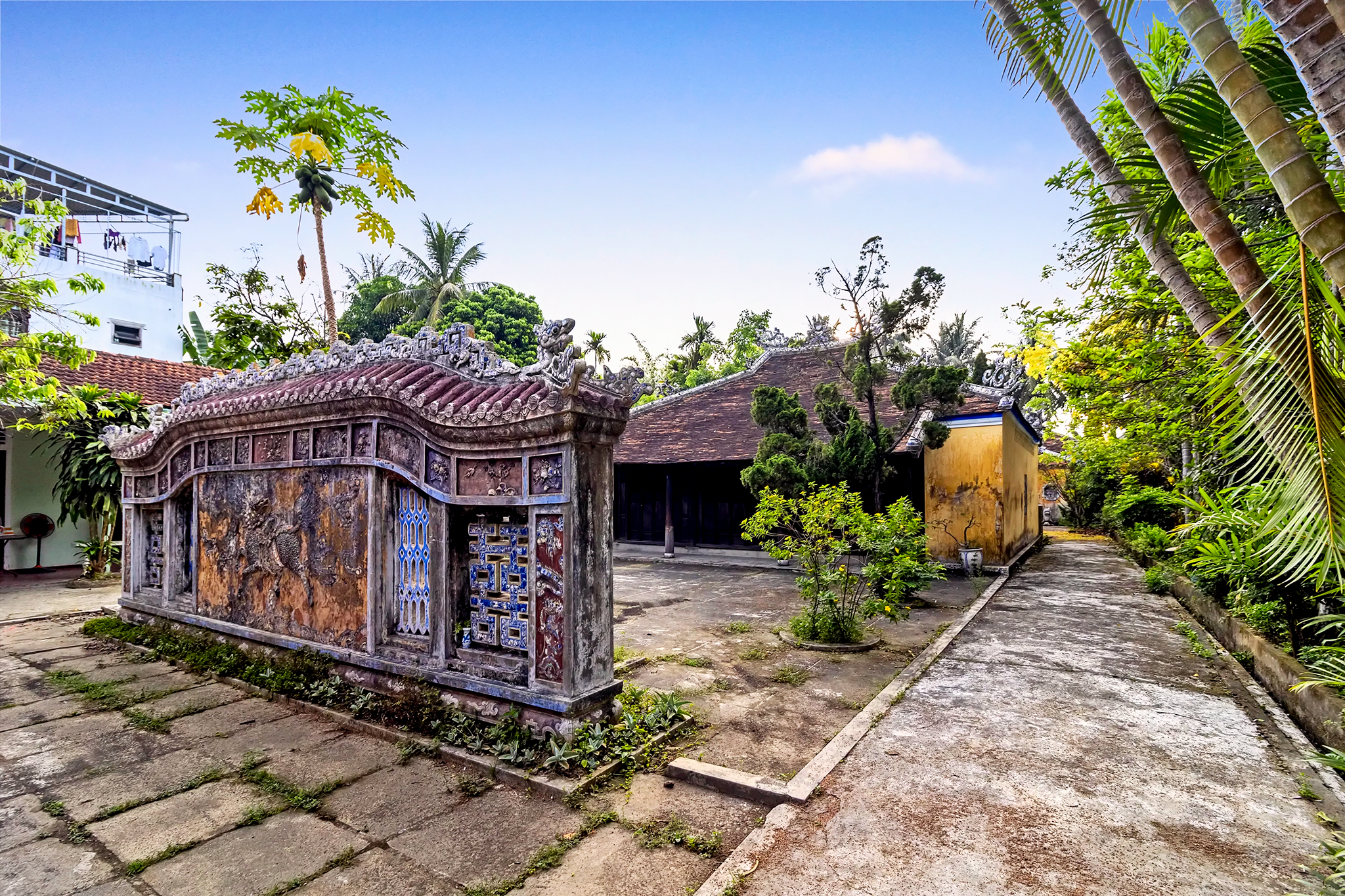
Phủ đệ của Tuy Lý vương ở Vỹ Dạ, Huế

Tuy Lý vương trước có tên là Nguyễn Phúc Thư (阮福書), sau được ban tên Nguyễn Phúc Miên Trinh (阮福綿寊), sinh ngày 19 tháng 12 năm Kỷ Mão (3 tháng 2 năm 1820) tại viện sau Thanh Hòa điện. Ông là con trai thứ 11 của Nguyễn Thánh Tổ Minh Mạng, mẹ ông là Tiệp dư, người An Triền (Phong Điền, Thừa Thiên). Vốn thông minh, hiếu học, tính nết đôn hậu lại được mẹ và thầy Thân Văn Quyền dạy dỗ chu đáo, nên ông sớm nổi tiếng là người uyên bác, sáng tác thơ giỏi và thạo cả nghề thuốc.
Năm 1839, Miên Trinh được phong là Tuy Quốc công (綏國公), cho lập phủ riêng gọi là Tĩnh Phố, ở bên cạnh Ký Thưởng viên của người anh khác mẹ là Tùng Thiện Vương Miên Thẩm. Năm Tự Đức thứ 4 (1851), Hoàng đế bắt đầu lập Tôn Học đường (尊學堂), cử ông giữ chức Đổng sự. 
Năm 1854, ông được phong Tuy Lý công (綏理公).
Năm 1865, Tự Đức chuẩn cho ông kiêm nhiếp Tôn Nhân Phủ Hữu Tôn Nhân, nhưng vì mẹ mất, ông xin từ để cư tang, đến năm sau mới tựu chức, rồi thăng Tông Nhân Phủ Tả Tông Nhân (1871). Năm 1878, ông được phong làm Tuy Lý Quận vương (綏理郡王), rồi thăng làm Tông Nhân Phủ Hữu Tông Nhân (1882).
Năm Quý Mùi (1883), vua Tự Đức lâm bệnh nặng, Miên Trinh có vào Y viện hầu thuốc, nhưng không công hiệu, không lâu sau thì vua Tự Đức giá băng. Ông được tin cẩn và được vua Tự Đức di chiếu cùng Thọ Xuân Vương giúp đỡ việc triều chính, trong thời gian này ông được phong tước Tuy Lý Vương (綏理王). Sách Vua Minh Mạng với Thái y viện kể:
Bấy giờ, trong Hội đồng phụ chính, Tôn Thất Thuyết và Nguyễn Văn Tường nắm nhiều quyền hành, lại đứng đầu phái chủ chiến, tích cực chống thực dân Pháp. Họ thực hiện các cuộc phế lập để chọn ông vua đứng về phe mình. Trong cuộc phế lập ấy, Lãng Quốc công Hồng Dật lên ngôi, cải nguyên Hiệp Hòa, và Miên Trinh được tấn phong Tuy Lý Vương...
Tuy có lòng yêu nước thương dân, nhưng vì chịu sự chi phối của hệ ý thức phong kiến (lấy quyền lợi triều đình, hoàng tộc làm đầu) nên Miên Trinh ngấm ngầm chống đối Tường và Thuyết. Rồi Hồng Sâm, con trai của Miên Trinh, mưu cùng vua Hiệp Hòa, nhờ tay thực dân Pháp để trừ hai người ấy. Việc bại lộ, cả vua và Hồng Sâm đều bị giết.
Miên Trinh sợ hãi, lánh đến sứ quán Thương Bạc xin tá túc, nhưng Tham biện Nguyễn Cư không cho. Cùng đường, ông đem cả gia đình xuống Thuận An xin tị nạn trên tàu Pháp do Picard Destelan chỉ huy.
Mười ngày sau (30 tháng 11 năm 1883), mặc dù được Khâm sứ De Champeaux che chở, nhưng vì Tôn Thất Thuyết đòi, nên Pháp trao trả ông cho triều đình Huế. Ông bị Tôn Thất Thuyết cách hết chức, giáng xuống tước Tuy Lý Huyện công (綏理縣公), đày vào Quảng Ngãi (1884). Mãi đến khi vua Đồng Khánh lên ngôi (1886), ông mới được tha về và cho khôi phục tước Tuy Lý công.
Năm 1889, Thành Thái nguyên niên, ông được cử làm Đệ nhất Phụ chính Thân thần, kiêm nhiếp Tông Nhân Phủ Tả Tôn Chính, tấn thăng Tuy Lý Quận vương như trước. Năm 1894, tháng 7, vì có công lao lớn, ông lại được tấn phong làm Tuy Lý Vương (綏理王).
Năm 1897, vì tuổi già, ông xin về nghỉ, chẳng bao lâu thì bị bệnh mất ngày 24 tháng 10 năm Đinh Dậu (18 tháng 11 năm 1897), hưởng thọ 77 tuổi. Nghe tin ông mất, Thành Thái cấp một ngàn quan tiền lo việc tang và ban thụy là Đoan Cung (端恭). Mộ Tuy Lý Vương nay thuộc phường Phường Đúc, sát bên đường Bùi Thị Xuân, thành phố Huế.
Ông được Ngự chế ban cho bộ Thảo (艸) để đặt tên cho con cháu.

## Gia quyến
- Thân phụ: Nguyễn Thánh Tổ Minh Mạng.
- Thân mẫu: Dạ Trạch, (1799 - 1863), người An Triền (Phong Điền, Thừa Thiên), con gái thứ ba của Cẩm y Hiệu úy Năm 1813, bà được tuyển vào tiềm để, hầu Minh Mạng khi còn là Thái tử. Năm 1836, bà được sách phong Tiệp dư (婕妤), là bậc thứ 6 trong 9 bậc phi tần nhà Nguyễn.[4].
- Chính thất: Phạm Thị Thìn, con gái của Đức tả quân Phạm Văn Điển.

### Anh chị em
1. Em trai: Kiến Tường công Nguyễn Phúc Miên Quan (建祥公阮福綿官; 21 tháng 5 năm 1827 - 3 tháng 2 năm 1847), tự Tắc Tư (則思), con trai thứ 36 của vua Minh Mạng. Còn trẻ mà khôi ngô kỳ lạ, tính tình hiếu thảo, có học hạnh. Năm thứ 21 được phong Kiến Tường Quận công (建祥郡公). Công vốn nhiều bệnh tật, mất khi mới 20 tuổi. Vua Thiệu Trị cho thụy là Cung Lượng (恭肅). Vua Bảo Đại truy phong Kiến Tường công (建祥公), cải thụy Cung Túc (恭肅). Có ba con trai, một con gái. Con trai lớn là Hồng Mục tập phong Kỳ ngoại hầu.
2. Em gái: Hòa Mỹ công chúa Nguyễn Phúc Trang Tĩnh (和美公主阮福莊靜; 1 tháng 10 năm 1825 - 19 tháng 3 năm 1847), con gái thứ 22 của vua Minh Mạng. Lúc bé đoan trang dịu dàng, không cẩu thả, tính tình hiếu đễ, được mẹ yêu quý. Chúa có sẹo ở góc trán bằng đồng tiền, có người bảo lấy phấn bôi lấp đi, nhưng chúa không nghe, người đều cho là lạ. Mất sớm khi chưa lập gia thất, thụy là Gia Thục (嘉淑), liệt thờ vào đền Triển Thân. Sau cải thờ ở đền Thân Huân.
3. Em gái: Hoàng nữ Nhàn Trinh, con gái thứ 30 của vua Minh Mạng, mất sớm.
4. Em trai: Nguyễn Phúc Miên Long, con trai thứ 22 của vua Minh Mạng, mất sớm.

### Hậu duệ
Tuy Lý vương có tất cả 41 con trai và 36 con gái.

#### Con trai
- Nguyễn Phúc Hồng Sâm, con bà Thìn. Năm 1883, bị Nguyễn Văn Tường giết.
- Nguyễn Phúc Hồng Tú, thế tập tước Huyện công. Đồng Khánh lên ngôi mới phục tước của 2 cha con.
- Nguyễn Phúc Hồng Nhung con trai thứ 3 của Tuy Lý Vương, tước vị Quận công, sau con trai thứ 2 Nguyễn Phúc Ưng Ân giữ tước vị Hương Công Hiệp Tá Đại Học Sĩ
- Nguyễn Phúc Hồng Côn
- Nguyễn Phúc Hồng Nhĩ, con trai thứ 8 của Tuy Lý vương. Ban đầu làm Điển bạ, sau tập tước Công, sung chức Tôn nhân phủ Tả tôn khanh rồi cải làm Tham tri bộ Lễ.
- Nguyễn Phúc Hồng Tuý
- Nguyễn Phúc Hồng Nghệ
- Nguyễn Phúc Hồng Minh
- Nguyễn Phúc Hồng Phiên
- Nguyễn Phúc Hồng Nhã
- Nguyễn Phúc Hồng Tố
- Nguyễn Phúc Hồng Tảo
- Nguyễn Phúc Hồng Phí
- Nguyễn Phúc Hồng Dụ
- Nguyễn Phúc Hồng Thiết (1848 - 1937), giữ chức Án sát Quảng Nam, hiệu Liên Nghiệp Hiên, còn tên hiệu khác là Hiệp Tá Tiểu Thảo, con trai thứ 18 của Tuy Lý vương và bà Thìn.

1. Ưng Bình, hiệu Thúc Giạ Thị (菽野氏) là một nhà thơ Việt Nam thời tiền chiến.
2. Ưng Tôn, hiệu Thúc Thuyên  (菽荃) thân phụ của cố Thủ tướng Nguyễn Phúc Bửu Lộc.
3. Ưng Thiều, pháp danh Như Chánh, có một con gái là Thích nữ Trí Hải, tên Phùng Khánh.

- Nguyễn Phúc Hồng Thi, từng là tri huyện Hương Trà. Hồng Thi sinh Ưng Úy (1889 - 1954), là cựu Thượng thư dưới thời Bảo Đại. Ưng Úy sinh giáo sư Nguyễn Phúc Bửu Hội.
- Nguyễn Phúc Hồng Thương
- Nguyễn Phúc Hồng Trữ
- Nguyễn Phúc Hồng Cát. sinh :
  1. Nguyễn Phúc Ưng Thuyên,hiệu là Vu Hương, là một nhà thơ và họa sĩ, có con trai là họa sĩ Bửu Chỉ
  2. Nguyễn Phúc Ưng Quả, hiệu là Vân Hán, thầy dạy học của Thái tử Bảo Long. Ưng Quả sinh Nguyễn Phúc Bửu Minh, và Công Tằng Tôn Nữ Đoan Trang (tức là ca sĩ Quỳnh Giao).
- Nguyễn Phúc Hồng Thục, con bà Liên.
- Nguyễn Phúc Hồng Bồng, con bà Liên.

#### Con gái
- Nguyễn Phúc Trĩ Châm, trưởng nữ, con bà Liên.
- Nguyễn Phúc Trĩ Phu
- Nguyễn Phúc Ấu Phu
- Nguyễn Phúc Thiếu Phu

## Tác phẩm
Tác phẩm Tuy Lý vương gồm có:
- Vỹ Dã hợp tập, gồm 12 quyển, trong đó có 5 quyển văn, 6 quyển thơ, 1 quyển tự truyện.

Thơ (mặt mạnh của ông) trong bộ sách này chủ yếu theo thể thất ngôn, ngũ ngôn, cổ phong hoặc Đường luật và một ít thơ Nôm. Nội dung thơ, một số là thơ thù phụng hoặc nói về sinh hoạt nhàn nhã của giới hoàng tộc, một số khác nói lên cảm xúc của ông trước thiên nhiên, tình cảm của ông đối với người thân và bạn bè.
- Nữ phạm diễn nghĩa từ (Lời diễn nghĩa các khuôn phép của nữ giới). Đây là tác phẩm Nôm, soạn năm 1853, dựa theo Liệt nữ truyện của Lưu Hướng, và Cổ kim liệt nữ truyện của Giải Tấn (cả hai tác giả đều là người Trung Quốc), mang nội dung đề cao đạo đức phụ nữ theo quan điểm luân lý phong kiến.
- Hòa Lạc ca (Bài ca về con thuyền Hòa Lạc), 64 câu thơ Nôm, cùng làm chung với Miên Thẩm và Miên Bửu, khi ba anh em đi chơi trên chiếc du thuyền này tại Thuận An (Huế), chẳng may gặp sóng gió suýt bị nạn.

Ngoài ra, theo sách Vua Minh Mạng với Thái y viện và website Nguyễn Phước tộc, thì Miên Trinh còn có tác phẩm Nghinh Tường Khúc.

## Nhận xét
Nói về ông, sách Vua Minh Mạng với Thái y viện" có đoạn: 
Miên Trinh, không chỉ là nhà trí thức uyên bác, mà còn là một người mang tâm hồn phóng khoáng, giản phát, biết sống chân thật, biết đối nhân xử thế...Thơ ông có rất nhiều bài, nhưng có lẽ đặc sắc nhất vẫn là những bài phản ảnh thực trạng xã hội, tuy số lượng không nhiều..
Và trong Từ điển Văn học (bộ mới):
Miên Trinh chăm chỉ từ bé, xem nhiều đọc rộng, học vấn uyên thâm, lại tinh cả nghề thuốc. Nhưng bản chất nhút nhát, an phận thủ thường, ông chỉ phụ trách Viện tôn học, giảng sách cho hoàng gia.
Ông cùng Miên Thẩm tổ chức Mặc Vân thi xã. Đương thời, người ta gọi hai ông là Nhị Tô, tức ví họ với anh em Tô Triệt, Tô Thức đời Tống.

## Giới thiệu thơ
Sách Hợp tuyển thơ văn Việt Nam (1858 - 1920) viết:
Thơ Miên Trinh phần nhiều là các bài thơ chơi và thơ thù phụng, lời tuy khá điêu luyện, song ít có giá trị hiện thực, kém thơ Miên Thẩm, nhất là về mặt tư tưởng. Chỉ có mấy bài sau đây là đáng chú ý, trích:
| Nghĩ Điền gia (Nói về nhà nông) Kê minh bị thần xan, Đạo phạn lục hà bao. Tàn nguyệt tại trúc phi, U khê thụ ảnh giao. Hành hành đạp sương lộ, Thiên mạch nhuận như cao. Đại ngưu thực đại vu, Tiểu ngưu ngọa giang cao. Thâm điền ký sáp chủng, Cao điền tư cát cao. Tân cần nhật bất túc, Chung lã bất tri lao. Hoàn dục tương thử ý, Do cập miễn nhi tào. Tạm dịch: Gà gáy lo ăn sáng, Lá sen đùm nắm trao. Trăng tà ngang cửa trúc, Ngõ xóm bóng cây giao. Bước bước dẫm sương móc, Lối mòn như mỡ chao Trâu to ăn cỏ bãi Trâu nhỏ nẹp bờ ao. Mạ cấy dưới đồng trũng, Nước chuyền lên ruộng cao. Suốt ngày gian khổ thế, Già cả nhọc làm sao. Nhắn bảo đàn con cháu, Điều này chớ lảng xao. | Tàm phụ từ (Lời người đàn bà nuôi tằm) Trích: ...Phụ nữ giai trì khuông, Vãng lai đạo bất tuyệt. Ninh sử thiếp phúc nội, Mạc sử tàm thực khuyết. Thiếp nỗi nhất thân khổ, Tàm bão bát khẩu hoạt. ...Ty thành vị thượng trữ, An đắc thành quyên thất? Môn tiền lý chính lai, Thôi tô khi hà liệt. Chỉ nguyện cung quan thuế, Lam lũ bất túc thuyết... Tạm dịch: ...Còn phụ nữ đều xách giỏ đi hái dâu, Họ qua lại trên đường không ngớt: "Thà bụng em chịu đói, Chứ không để tằm ăn không no. Em đói, chỉ khổ một mình em, Nhưng tằm no thì nuôi sống cả nhà tám miệng ăn" Tơ ươm chưa lên khung cửi, Thì làm sao thành tấm lụa được? Thế mà ngoài cửa lý dịch đã đến, Thôi thúc nạp thuế mau. Chỉ muốn nộp đủ thuế cho quan, Áo quần lam lũ không kể... |

Biết thông cảm nỗi khổ của người lao động, cho nên "trước cảnh đất nước bị nạn ngoại xâm, ông cũng rất đau lòng", trích 2 bài:
| Thu vọng (Ngắm thu) Hồi thủ Nam châu kết trận vân Vị Ương tiền điện vũ thư văn. Ba Xuyên thành bắc nhân yên đoạn, Nông Nại giang đầu chiến lũy phân. Tạm dịch: Miền Nam quay ngó thấy mây đùn Cung khuyết tin thư đến dặm dồn. Bắc đất Ba Xuyên người vắng bóng, Đầu sông Nông Nại lũy ken đồn. | Tuế mộ (Cuối năm) Bắc vọng lư diêm không trữ trục Nam lai bích lũy thượng can qua. Cổn y nhục thực chung vô bổ, Quý nhĩ xan anh đái nữ la. Tạm dịch: Xóm làng cõi Bắc trơ khung cửi Đồn lũy miền Nam rộn lửa binh. Áo gấm thịt quay nào bổ ích, Thẹn phường tu luyện phép trường sinh. |

Ngoài ra, mùa xuân, là một trong những đề tài thường được Miên Trinh gửi gắm ít nhiều tâm sự, trích ba bài:
| Xuân thành khúc Liễu ám hoa minh xứ xứ lâu Phiên phiên vũ yến hiểu phong nhu. Thiến sam nhân ỷ châu lan khúc, Mang sát Vương tôn tử mạch đầu. Tạm dịch: Bên lầu liễu thắm với hoa tươi Én múa quanh quanh gió sớm lơi. Áo đỏ bên hiên ai tựa đứng? Vương tôn đường tía dạ bời bời. Chu trung mạn hứng Tàn xuân thảo bích duyên đê hợp Cách ngạn vân đê độ thủy trì. Sơn tự chung xao quy điểu tận, Cô yên khởi xứ nhận tiều xuy. Tạm dịch: Xuân tàn cỏ biếc ven đê phủ Mây tỏa bên bờ nước lặng trôi. Chùa núi chuông đưa, chim vắng bóng, Tiều đâu khói bếp bốc bên đồi. | Đề họa mai Hương phong xuy cổ bích Lão ốc ám sinh xuân. Họa bút tri tiền đại, Thanh tài quýnh tuyệt trần. Không sơn cao cách điệu, Lưu thủy đạm tinh thần. Chính ức Giang Nam tín, Phong đề dục ký nhân. Tạm dịch: Gió thơm vờn vách cổ Nhà cũ thắm xuân tươi. Nét bút đâu đời trước, Tài hoa thật tót vời. Tinh thần làn nước lặng, Cách điệu đỉnh non phơi. Tin tức Giang Nam nhớ, Đề thư muốn gửi người. |